# علیرضا طیب
علیرضا طیب (متولد ۱۳۳۹ در تهران - ) مترجم و پژوهشگر حوزه علوم سیاسی، جامعه‌شناسی و روابط بین‌الملل است. او تاکنون بیش از پنجاه عنوان کتاب را ترجمه کرده و حدود دویست مقاله در نشریات علمی و دانشگاهی منتشر کرده‌است. طیب تحصیلاتش را در رشته علوم سیاسی (کارشناسی) و روابط بین‌الملل (کارشناسی ارشد) در دانشگاه تهران به پایان رساند. او بیش از ده سال سرپرستی بخش پژوهش و ترجمه نشریه علمی ترویجی اطلاعات سیاسی اقتصادی را عهدهدار بود.

## آثار تقدیرشده
کتاب‌های برگزیده و تقدیر شدهٔ او عبارتند از: «تضاد دولت و ملت در ایران» (تقدیر شده در بیستمین دورهٔ کتاب سال، سال ۱۳۸۱)، «تحولات نوین در شیوه‌های حقوقی حل و فصل اختلاف» (برگزیدهٔ دهمین دورهٔ کتاب سال دانشجویی، سال ۱۳۸۲)، «دانشنامهٔ روابط بین‌الملل و سیاست جهان» (برگزیدهٔ یازدهمین دورهٔ جایزهٔ کتاب فصل، پاییز ۸۸).